# اربابان آهنین
اربابان آهنین یا اربابان ربات (به انگلیسی: Robot Overlords) فیلمی محصول سال ۲۰۱۴ و به کارگردانی جان رایت است. در این فیلم بازیگرانی همچون بن کینگزلی، جیلین اندرسون، کالان مک‌اولیف، الا هانت، جیمز تارپی، میلو پارکر، کریگ گارنر، تامر حسن، روی هاد، جرالدین جیمز و استیون مکینتاش ایفای نقش کرده‌اند.